# Grand Prix Bahrajnu 2012
Grand Prix Bahrajnu 2012 (oficjalnie 2012 Formula 1 Gulf Air Bahrain Grand Prix) – czwarta runda Mistrzostw Świata Formuły 1 w sezonie 2012.

## Lista startowa
Na niebieskim tle kierowcy biorący udział jedynie w piątkowych treningach
| Nr | Kierowca           | Zespół                        | Samochód          | Silnik               | Opony |
| -- | ------------------ | ----------------------------- | ----------------- | -------------------- | ----- |
| 1  | Sebastian Vettel   | Red Bull Racing               | Red Bull RB8      | Renault RS27-2012    | P     |
| 2  | Mark Webber        | Red Bull Racing               | Red Bull RB8      | Renault RS27-2012    | P     |
| 3  | Jenson Button      | Vodafone McLaren Mercedes     | McLaren MP4-27    | Mercedes-Benz FO108Y | P     |
| 4  | Lewis Hamilton     | Vodafone McLaren Mercedes     | McLaren MP4-27    | Mercedes-Benz FO108Y | P     |
| 5  | Fernando Alonso    | Scuderia Ferrari              | Ferrari F2012     | Ferrari 056          | P     |
| 6  | Felipe Massa       | Scuderia Ferrari              | Ferrari F2012     | Ferrari 056          | P     |
| 7  | Michael Schumacher | Mercedes AMG Petronas F1 Team | Mercedes F1 W03   | Mercedes-Benz FO108Y | P     |
| 8  | Nico Rosberg       | Mercedes AMG Petronas F1 Team | Mercedes F1 W03   | Mercedes-Benz FO108Y | P     |
| 9  | Kimi Räikkönen     | Lotus F1 Team                 | Lotus E20         | Renault RS27-2012    | P     |
| 10 | Romain Grosjean    | Lotus F1 Team                 | Lotus E20         | Renault RS27-2012    | P     |
| 11 | Paul di Resta      | Sahara Force India F1 Team    | Force India VJM05 | Mercedes-Benz FO108Y | P     |
| 12 | Nico Hülkenberg    | Sahara Force India F1 Team    | Force India VJM05 | Mercedes-Benz FO108Y | P     |
| 14 | Kamui Kobayashi    | Sauber F1 Team                | Sauber C31        | Ferrari 056          | P     |
| 15 | Sergio Pérez       | Sauber F1 Team                | Sauber C31        | Ferrari 056          | P     |
| 16 | Daniel Ricciardo   | Scuderia Toro Rosso           | Toro Rosso STR7   | Ferrari 056          | P     |
| 17 | Jean-Éric Vergne   | Scuderia Toro Rosso           | Toro Rosso STR7   | Ferrari 056          | P     |
| 18 | Pastor Maldonado   | Williams F1                   | Williams FW34     | Renault RS27-2012    | P     |
| 19 | Bruno Senna        | Williams F1                   | Williams FW34     | Renault RS27-2012    | P     |
| 19 | Valtteri Bottas    | Williams F1                   | Williams FW34     | Renault RS27-2012    | P     |
| 20 | Heikki Kovalainen  | Caterham F1 Team              | Caterham CT01     | Renault RS27-2012    | P     |
| 21 | Witalij Pietrow    | Caterham F1 Team              | Caterham CT01     | Renault RS27-2012    | P     |
| 22 | Pedro de la Rosa   | HRT F1 Team                   | HRT F112          | Cosworth CA2012      | P     |
| 23 | Narain Karthikeyan | HRT F1 Team                   | HRT F112          | Cosworth CA2012      | P     |
| 24 | Timo Glock         | Marussia F1 Team              | Marussia MR-01    | Cosworth CA2012      | P     |
| 25 | Charles Pic        | Marussia F1 Team              | Marussia MR-01    | Cosworth CA2012      | P     |
| Nr | Kierowca           | Zespół                        | Samochód          | Silnik               | Opony |

## Wyniki

### Sesje treningowe
| Sesja | Nr | Kierowca       | Konstruktor      | Czas     | Okr. |
| ----- | -- | -------------- | ---------------- | -------- | ---- |
| 1     | 4  | Lewis Hamilton | McLaren-Mercedes | 1:33,572 | 11   |
| 2     | 8  | Nico Rosberg   | Mercedes         | 1:32,816 | 35   |
| 3     | 8  | Nico Rosberg   | Mercedes         | 1:33,254 | 14   |

### Kwalifikacje
Źródło: Wyprzedź Mnie!
| Poz. | Nr | Kierowca           | Konstruktor          | Q1       | Q2       | Q3       | Poz. s. |
| --- | --- | ------------------ | -------------------- | -------- | -------- | -------- | ------- |
| 1 | 1 | Sebastian Vettel   | Red Bull-Renault     | 1:34,308 | 1:33,527 | 1:32,422 | 1       |
| 2 | 4 | Lewis Hamilton     | McLaren-Mercedes     | 1:34,813 | 1:33,209 | 1:32,520 | 2       |
| 3 | 2 | Mark Webber        | Red Bull-Renault     | 1:34,015 | 1:33,311 | 1:32,637 | 3       |
| 4 | 3 | Jenson Button      | McLaren-Mercedes     | 1:34,792 | 1:33,416 | 1:32,711 | 4       |
| 5 | 8 | Nico Rosberg       | Mercedes             | 1:34,588 | 1:33,219 | 1:32,821 | 5       |
| 6 | 16 | Daniel Ricciardo   | Toro Rosso-Ferrari   | 1:33,988 | 1:33,556 | 1:32,912 | 6       |
| 7 | 10 | Romain Grosjean    | Lotus-Renault        | 1:34,041 | 1:33,246 | 1:33,008 | 7       |
| 8 | 15 | Sergio Pérez       | Sauber-Ferrari       | 1:33,814 | 1:33,660 | 1:33,394 | 8       |
| 9 | 5 | Fernando Alonso    | Ferrari              | 1:34,760 | 1:33,403 | –        | 9       |
| 10 | 11 | Paul di Resta      | Force India-Mercedes | 1:34,624 | 1:33,510 | –        | 10      |
| 11 | 9 | Kimi Räikkönen     | Lotus-Renault        | 1:34,552 | 1:33,789 | –        | 11      |
| 12 | 14 | Kamui Kobayashi    | Sauber-Ferrari       | 1:34,131 | 1:33,806 | –        | 12      |
| 13 | 12 | Nico Hülkenberg    | Force India-Mercedes | 1:34,601 | 1:33,807 | –        | 13      |
| 14 | 6 | Felipe Massa       | Ferrari              | 1:34,372 | 1:33,912 | –        | 14      |
| 15 | 19 | Bruno Senna        | Williams-Renault     | 1:34,466 | 1:34,017 | –        | 15      |
| 16 | 20 | Heikki Kovalainen  | Caterham-Renault     | 1:34,852 | 1:36,132 | –        | 16      |
| 17 | 18 | Pastor Maldonado   | Williams-Renault     | 1:36,528 | –        | –        | 21      |
| 18 | 7 | Michael Schumacher | Mercedes             | 1:34,865 | –        | –        | 22      |
| 19 | 17 | Jean-Éric Vergne   | Toro Rosso-Ferrari   | 1:35,823 | –        | –        | 17      |
| 20 | 21 | Witalij Pietrow    | Caterham-Renault     | 1:38,677 | –        | –        | 18      |
| 21 | 25 | Charles Pic        | Marussia-Cosworth    | 1:37,683 | –        | –        | 19      |
| 22 | 22 | Pedro de la Rosa   | HRT-Cosworth         | 1:37,883 | –        | –        | 20      |
| 23 | 24 | Timo Glock         | Marussia-Cosworth    | 1:37,905 | –        | –        | 23      |
| 24 | 23 | Narain Karthikeyan | HRT-Cosworth         | 1:38,314 | –        | –        | 24      |
| Poz. | Nr | Kierowca           | Konstruktor          | Q1       | Q2       | Q3       | Poz. s. |
| \| Legenda \| Legenda \| \| ------------------------ \| ---------------------------------------------------------------------------------------------------------------------------------------------------------------------------------------------------------------------------------------------------------------- \| \| Poz. Nr Q1 Q2 Q3 Poz. s. \| Pozycja zajęta w sesji kwalifikacyjnej Numer startowy kierowcy Wynik uzyskany w pierwszej części kwalifikacji Wynik uzyskany w drugiej części kwalifikacji Wynik uzyskany w trzeciej części kwalifikacji Pozycja startowa po uwzględnięniu kar, przesunięć, itp. \| | |                    |                      |          |          |          |         |
| Legenda | |                    |                      |          |          |          |         |
| Poz. Nr Q1 Q2 Q3 Poz. s. | Pozycja zajęta w sesji kwalifikacyjnej Numer startowy kierowcy Wynik uzyskany w pierwszej części kwalifikacji Wynik uzyskany w drugiej części kwalifikacji Wynik uzyskany w trzeciej części kwalifikacji Pozycja startowa po uwzględnięniu kar, przesunięć, itp. |                    |                      |          |          |          |         |

### Wyścig

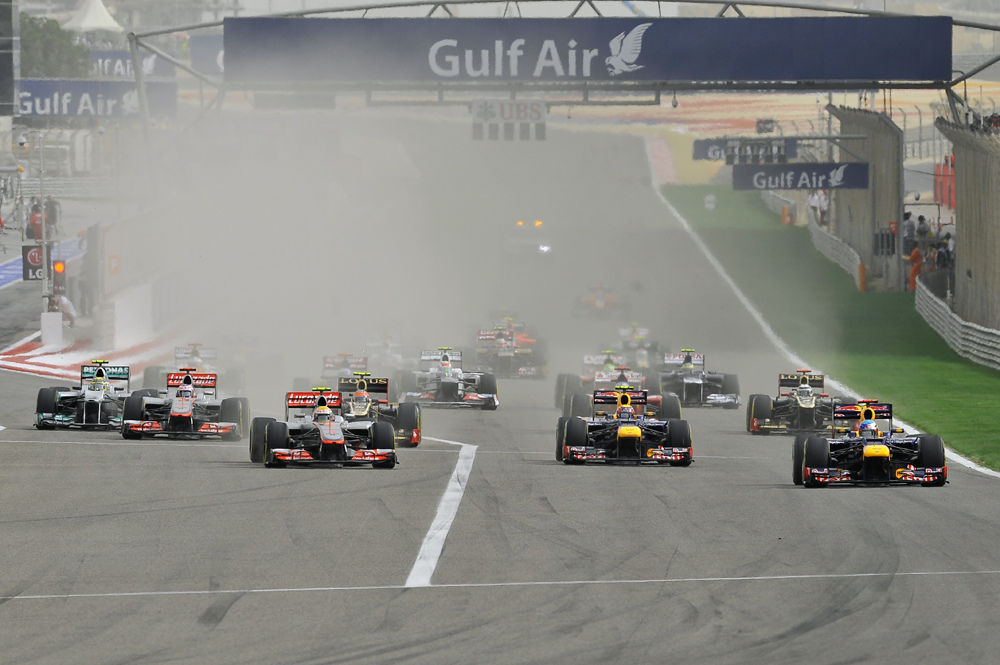
Kierowcy po starcie wyścigu

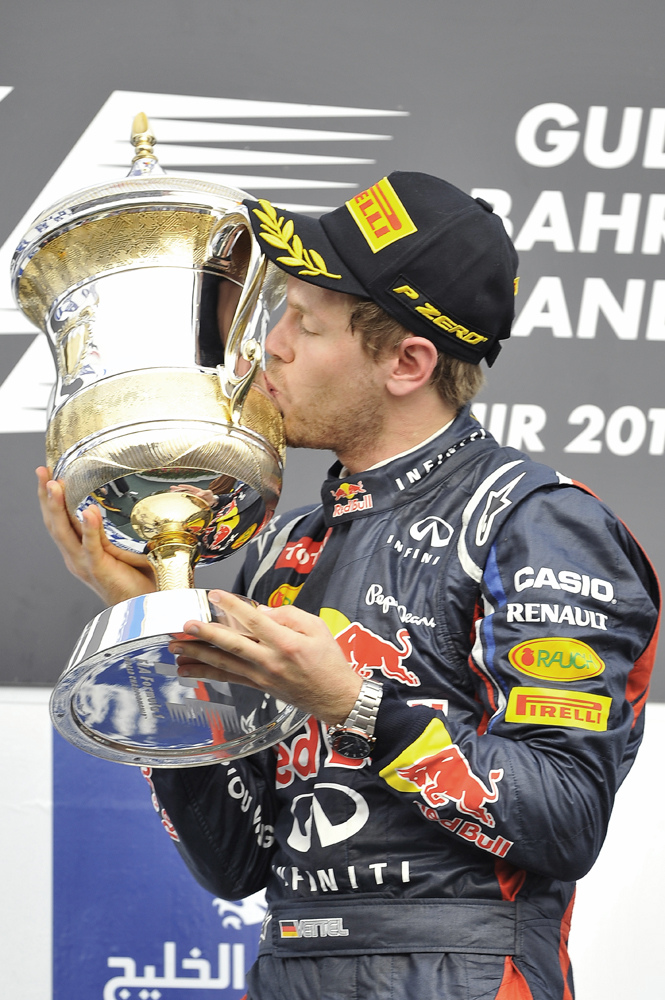
Sebastian Vettel na podium po wyścigu

Źródło: Wyprzedź Mnie!
| P                 | + / –     | Nr | Kierowca           | Konstruktor          | Okr. | Czas / Strata    | Komentarz       |
| ----------------- | --------- | -- | ------------------ | -------------------- | ---- | ---------------- | --------------- |
| 1                 | Bez zmian | 1  | Sebastian Vettel   | Red Bull-Renault     | 57   | 1h35m10,990      |                 |
| 2                 | 9         | 9  | Kimi Räikkönen     | Lotus-Renault        | 57   | +0:03,333        |                 |
| 3                 | 4         | 10 | Romain Grosjean    | Lotus-Renault        | 57   | +0:10,194        |                 |
| 4                 | 1         | 2  | Mark Webber        | Red Bull-Renault     | 57   | +0:38,788        |                 |
| 5                 | Bez zmian | 8  | Nico Rosberg       | Mercedes             | 57   | +0:55,460        |                 |
| 6                 | 4         | 11 | Paul di Resta      | Force India-Mercedes | 57   | +0:57,543        |                 |
| 7                 | 2         | 5  | Fernando Alonso    | Ferrari              | 57   | +0:57,803        |                 |
| 8                 | 6         | 4  | Lewis Hamilton     | McLaren-Mercedes     | 57   | +0:58,984        |                 |
| 9                 | 5         | 6  | Felipe Massa       | Ferrari              | 57   | +1:04,999        |                 |
| 10                | 12        | 7  | Michael Schumacher | Mercedes             | 57   | +1:11,490        |                 |
| 11                | 3         | 15 | Sergio Pérez       | Sauber-Ferrari       | 57   | +1:12,702        |                 |
| 12                | Bez zmian | 12 | Nico Hülkenberg    | Force India-Mercedes | 57   | +1:16,539        |                 |
| 13                | 1         | 14 | Kamui Kobayashi    | Sauber-Ferrari       | 57   | +1:30,334        |                 |
| 14                | 3         | 17 | Jean-Éric Vergne   | Toro Rosso-Ferrari   | 57   | +1:33,723        |                 |
| 15                | 9         | 16 | Daniel Ricciardo   | Toro Rosso-Ferrari   | 56   | +1 okr.          |                 |
| 16                | 2         | 21 | Witalij Pietrow    | Caterham-Renault     | 56   | +1 okr. (14,039) |                 |
| 17                | 1         | 20 | Heikki Kovalainen  | Caterham-Renault     | 56   | +1 okr. (11,187) |                 |
| 18                | 14        | 3  | Jenson Button      | McLaren-Mercedes     | 55   | +2 okr.          | układ wydechowy |
| 19                | 4         | 24 | Timo Glock         | Marussia-Cosworth    | 55   | +2 okr.          |                 |
| 20                | Bez zmian | 22 | Pedro de la Rosa   | HRT-Cosworth         | 55   | +2 okr. (30,613) |                 |
| 21                | 3         | 23 | Narain Karthikeyan | HRT-Cosworth         | 55   | +2 okr. (00,596) |                 |
| 22                | 7         | 19 | Bruno Senna        | Williams-Renault     | 54   | +3 okr.          | hamulce         |
| Niesklasyfikowani |           |    |                    |                      |      |                  |                 |
|                   |           | 18 | Pastor Maldonado   | Williams-Renault     | 25   | przebita opona   |                 |
|                   |           | 25 | Charles Pic        | Marussia-Cosworth    | 24   | silnik           |                 |
| P                 | + / –     | Nr | Kierowca           | Konstruktor          | Okr. | Czas / Strata    | Komentarz       |

### Najszybsze okrążenie
Źródło: Wyprzedź Mnie!
| Nr | Kierowca         | Konstruktor | Czas     | Okr. |
| -- | ---------------- | ----------- | -------- | ---- |
| 1  | Sebastian Vettel | Red Bull    | 1:36,379 | 41   |

## Prowadzenie w wyścigu
| Nr                              | Kierowca         | Okrążenia          | Suma |
| ------------------------------- | ---------------- | ------------------ | ---- |
| 1                               | Sebastian Vettel | 1-11, 12-39, 40-57 | 55   |
| 10                              | Romain Grosjean  | 39-40              | 1    |
| 11                              | Paul di Resta    | 11-12              | 1    |
| \| Wykres \| \| ------ \| \| \| |                  |                    |      |
| Wykres                          |                  |                    |      |
|                                 |                  |                    |      |

## Klasyfikacja po wyścigu

### Kierowcy
| P  | +/− | Kierowca           | Starty | Punkty | P1 | P2 | P3 | PP | NO | NS |
| -- | --- | ------------------ | ------ | ------ | -- | -- | -- | -- | -- | -- |
| 1  | +4  | Sebastian Vettel   | 4      | 53     | 1  | 1  | –  | 1  | 1  | –  |
| 2  | −1  | Lewis Hamilton     | 4      | 49     | –  | –  | 3  | 2  | –  | –  |
| 3  | +1  | Mark Webber        | 4      | 48     | –  | –  | –  | –  | –  | –  |
| 4  | −2  | Jenson Button      | 4      | 43     | 1  | 1  | –  | –  | 1  | –  |
| 5  | −2  | Fernando Alonso    | 4      | 43     | 1  | –  | –  | –  | –  | –  |
| 6  | 0   | Nico Rosberg       | 4      | 35     | 1  | –  | –  | 1  | –  | –  |
| 7  | +1  | Kimi Räikkönen     | 4      | 34     | –  | 1  | –  | –  | 1  | –  |
| 8  | +3  | Romain Grosjean    | 4      | 23     | –  | –  | 1  | –  | –  | 2  |
| 9  | −2  | Sergio Pérez       | 4      | 22     | –  | 1  | –  | –  | –  | –  |
| 10 | +2  | Paul di Resta      | 4      | 15     | –  | –  | –  | –  | –  | –  |
| 11 | −2  | Bruno Senna        | 4      | 14     | –  | –  | –  | –  | –  | –  |
| 12 | −2  | Kamui Kobayashi    | 4      | 9      | –  | –  | –  | –  | 1  | 1  |
| 13 | 0   | Jean-Éric Vergne   | 4      | 4      | –  | –  | –  | –  | –  | –  |
| 14 | 0   | Pastor Maldonado   | 4      | 4      | –  | –  | –  | –  | –  | 1  |
| 15 | 0   | Daniel Ricciardo   | 4      | 2      | –  | –  | –  | –  | –  | –  |
| 16 | 0   | Nico Hülkenberg    | 4      | 2      | –  | –  | –  | –  | –  | 1  |
| 17 | +1  | Felipe Massa       | 4      | 2      | –  | –  | –  | –  | –  | 1  |
| 18 | −1  | Michael Schumacher | 4      | 2      | –  | –  | –  | –  | –  | 2  |
| 19 | 0   | Timo Glock         | 4      | 0      | –  | –  | –  | –  | –  | –  |
| 20 | 0   | Charles Pic        | 4      | 0      | –  | –  | –  | –  | –  | 1  |
| 21 | 0   | Witalij Pietrow    | 4      | 0      | –  | –  | –  | –  | –  | 1  |
| 22 | 0   | Heikki Kovalainen  | 4      | 0      | –  | –  | –  | –  | –  | 1  |
| 23 | 0   | Pedro de la Rosa   | 3      | 0      | –  | –  | –  | –  | –  | –  |
| 24 | 0   | Narain Karthikeyan | 3      | 0      | –  | –  | –  | –  | –  | –  |
| P  | +/− | Kierowca           | Starty | Punkty | P1 | P2 | P3 | PP | NO | NS |

### Konstruktorzy
| P  | +/− | Konstruktor          | Starty | Punkty | P1 | P2 | P3 | PP | NO | NS |
| -- | --- | -------------------- | ------ | ------ | -- | -- | -- | -- | -- | -- |
| 1  | +1  | Red Bull-Renault     | 8      | 101    | 1  | 1  | –  | 1  | 1  | –  |
| 2  | −1  | McLaren-Mercedes     | 8      | 92     | 1  | 1  | 3  | 2  | 1  | –  |
| 3  | +3  | Lotus-Renault        | 8      | 57     | –  | 1  | 1  | –  | 1  | 2  |
| 4  | −1  | Ferrari              | 8      | 45     | 1  | –  | –  | –  | –  | 1  |
| 5  | 0   | Mercedes             | 8      | 37     | 1  | –  | –  | 1  | –  | 2  |
| 6  | −2  | Sauber-Ferrari       | 8      | 31     | –  | 1  | –  | –  | 1  | –  |
| 7  | 0   | Williams-Renault     | 8      | 18     | –  | –  | –  | –  | –  | 1  |
| 8  | 0   | Force India-Mercedes | 8      | 17     | –  | –  | –  | –  | –  | 1  |
| 9  | 0   | Toro Rosso-Ferrari   | 8      | 6      | –  | –  | –  | –  | –  | –  |
| 10 | 0   | Marussia-Cosworth    | 8      | 0      | –  | –  | –  | –  | –  | 1  |
| 11 | 0   | Caterham-Renault     | 8      | 0      | –  | –  | –  | –  | –  | 2  |
| 12 | 0   | HRT-Cosworth         | 6      | 0      | –  | –  | –  | –  | –  | –  |
| P  | +/− | Konstruktor          | Starty | Punkty | P1 | P2 | P3 | PP | NO | NS |